# Канадські федеральні вибори 2011
Федеральні вибори в Палату громад Канади 2011 року пройшли 2 травня. Вибори проводяться за мажоритарною виборчою системою з 308 виборчими округами.
Нові вибори були призначені після того, як 25 березня 2011 року уряд Стівена Гарпера пішов у відставку після вотуму недовіри, висловленого Палатою громад, за — 156, проти — 145 голосів. 26 березня була названа дата виборів. 22, 23 і 25 квітня проходило дострокове голосування.

## Попереднє опитування
| Партія          | Атлантична Канада | Квебек (повністю) | Квебек: Монреаль | Інша частина Квебеку | Онтаріо (цілком) | Велике Торонто | Інша частина Онтаріо | Манітоба та Саскачеван | Альберта | Британська Колумбія |
| --------------- | ----------------- | ----------------- | ---------------- | -------------------- | ---------------- | -------------- | -------------------- | ---------------------- | -------- | ------------------- |
| Консерватори    | 33                | 17                | 12               | 23                   | 40               | 39             | 41                   | 51                     | 58       | 37                  |
| Ліберали        | 24                | 11                | 15               | 8                    | 26               | 29             | 24                   | 14                     | 14       | 15                  |
| НДП             | 38                | 43                | 44               | 43                   | 28               | 28             | 29                   | 30                     | 20       | 39                  |
| Зелені          | 6                 | 6                 | 6                | 6                    | 5                | 3              | 6                    | 5                      | 7        | 8                   |
| Квебецький блок | 0                 | 22                | 24               | 20                   | 0                | 0              | 0                    | 0                      | 0        | 0                   |

## Результати

### Федеральні
| Партія          | Проголосували за все | Місць | Δ    |
| --------------- | -------------------- | ----- | ---- |
| Консерватори    | 5 808 632 (39,6 %)   | 166   | ▲ 23 |
| НДП             | 4 489 558 (30,6 %)   | 103   | ▲ 67 |
| Ліберали        | 2 766 241 (18,9 %)   | 34    | ▼ 43 |
| Квебецький блок | 889 413 (6,1 %)      | 4     | ▼ 43 |
| Зелені          | 571 907 (3,9 %)      | 1     | ▲ 1  |

### За провінціями
| Партія          | Британська Колумбія | Альберта    | Саскачеван  | Манітоба    | Онтаріо     | Квебек      | Нью-Брансвік | Нова Шотландія | Острів Принца Едварда | Ньюфаундленд і Лабрадор | Юкон       | Північно-західні території | Нунавут    |
| --------------- | ------------------- | ----------- | ----------- | ----------- | ----------- | ----------- | ------------ | -------------- | --------------------- | ----------------------- | ---------- | -------------------------- | ---------- |
| Консерватори    | 21 (45,5 %)         | 27 (66,8 %) | 13 (56,3 %) | 11 (53,5 %) | 73 (44,4 %) | 6 (16,5 %)  | 8 (43,9 %)   | 4 (36,7 %)     | 1 (41,2 %)            | 1 (28,4 %)              | 1 (33,8 %) | 0 (32,1 %)                 | 1 (49,9 %) |
| НДП             | 12 (32,5 %)         | 1 (16,8 %)  | 0 (32,3 %)  | 2 (25,8 %)  | 22 (25,6 %) | 58 (42,9 %) | 1 (29,8 %)   | 3 (30,3 %)     | 0 (15,4 %)            | 2 (32,6 %)              | 0 (14,4 %) | 1 (45,8 %)                 | 0 (19,4 %) |
| Ліберали        | 2 (13,4 %)          | 0 (9,3 %)   | 1 (8,6 %)   | 1 (16,6 %)  | 11 (25,3 %) | 7 (14,2 %)  | 1 (22,6 %)   | 4 (28,9 %)     | 3 (41 %)              | 4 (37,9 %)              | 0 (33 %)   | 0 (18,4 %)                 | 0 (28,6 %) |
| Квебецький блок |                     |             |             |             |             | 4 (23,4 %)  |              |                |                       |                         |            |                            |            |
| Зелені          | 1 (7,7 %)           | 0 (5,3 %)   | 0 (2,7 %)   | 0 (3,6 %)   | 0 (3,8 %)   | 0 (2,1 %)   | 0 (3,2 %)    | 0 (4 %)        | 0 (2,4 %)             | 0 (0,9 %)               | 0 (18,9 %) | 0 (3,1 %)                  | 0 (2,1 %)  |
| Всього          | 36                  | 28          | 14          | 14          | 106         | 75          | 10           | 11             | 4                     | 7                       | 1          | 1                          | 1          |